# Faculdade Dom Alberto
A Faculdade Dom Alberto é uma instituição de ensino superior privada brasileira situada em Santa Cruz do Sul.
Credenciada pelo Ministério da Educação do Brasil. O Centro Educacional Dom Alberto, desde 2003 busca excelência no ensino, sempre atento às tendências de formação e às necessidades do mercado de trabalho. Tem sede em localização privilegiada no centro de Santa Cruz do Sul, a instituição conta com uma ampla estrutura educacional que oferece educação básica em todos os níveis (Educação Infantil, Ensino Fundamental e Médio), cursos técnicos, graduação e pós-graduação. Agora, ofertando cursos na modalidade online de graduação e pós-graduação. 